# Vila dos Papiros

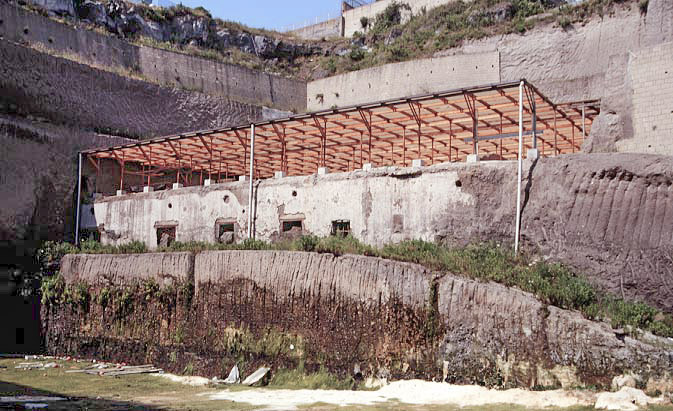
Vila dos Papiros

A Vila dos Papiros ou Villa dei Papiri foi a residência de um particular da antiga cidade romana de Herculano (atualmente o município de Ercolano). Situada a noroeste da cidade, a residência está a meio caminho do declive do vulcão Vesúvio, sem outros edifícios para obstruir a vista. 
Foi propriedade do sogro de Júlio César, Lúcio Calpúrnio Pisão Cesonino.  No ano de 79, a erupção do Vesúvio cobriu toda a Herculano com cerca de 30 metros de cinzas vulcânicas. Os restos foram escavados pela primeira vez entre 1750 e 1765 por Karl Jacob Weber através de túneis subterrâneos. O nome deriva da descoberta de uma biblioteca na casa com 1785 rolos de papiro carbonizados. Desde o ano de 1997 o lugar foi tombado como Patrimônio da Humanidade chamado "Áreas Arqueológicas de Pompéia, Herculano e Torre Anunciada".

## Arquitetura e obras de arte
A frente da vila discorria ao largo de mais de 250 metros paralelo à linha costeira. Estava também rodeada por um jardim fechado por pórticos, mas com uma ampla gama de jardins de verduras, vinhedos e bosques até uma pequena baía. Situada a algumas centenas de metros das cercanias de Herculano, a casa de Pisão tinha quatro níveis dispostos em uma série de terraços na descida e era uma das casas mais luxuosas dentre Herculano e Pompeia. A Vila dos Papiros também guarda uma ampla coleção de oitenta esculturas de magnífica qualidade, muitas delas conservadas atualmente no Museu Arqueológico Nacional de Nápoles. 
A disposição geral da vila permanece fiel a seu esquema estrutural e arquitetônico fundamental de uma vila suburbana no campo dos arredores de Pompeia. O átrio funcionava como um vestíbulo e um meio de comunicação com as diversas partes da casa. A entrada se abria com um pórtico de colunas na direção do mar. Ao redor da cavidade do implúvio do átrio havia onze estátuas representando sátiros vertendo água de um cântaro e putti lançando água da boca de um golfinho. Outras estátuas e bustos se encontraram nas quinas ao redor das paredes do átrio. 
O primeiro peristilo tinha dez colunas de cada lado e uma piscina no centro. Neste recinto se encontraram o herma   de bronze de um Doríforo, uma réplica do atleta de Policleto, e o herma de uma amazona feito por Apolônio, filho de Arquias de Atenas.  O segundo grande peristilo pode alcançar-se passando por um grande tablinio no qual, abaixo de um propileu, estava a estátua arcaica de Atena Promacos. Uma coleção de bustos de bronze estavam no interior do tablinio. Entre eles a cabeça de Cipião Africano. 
As autênticas dependências para convivências e recepção estão agrupadas ao redor dos pórticos e dos terraços de maneira que a luz do sol e a vista do campo e do mar podem ser desfrutados mais diretamente pelos ocupantes da casa e seus convidados. Na área da habitação, instalações sanitárias foram trazidas à luz e a biblioteca de papiros carbonizados em cápsula de madeira, alguns deles em prateleiras comuns de madeira e ao redor das paredes e algumas do dois lados de uma série de prateleiras no meio da habitação. 
As terras incluem uma grande área de jardins cobertos e a céu aberto para usufruto da sombra ou do calor do sol. Os jardins incluíam uma galeria de obras de arte consistindo em estátuas, bustos, herma e estatuetas de bronze e mármore. Estavam colocadas entre colunas no meio da parte aberta do jardim e nas bordas da grande piscina. 

## Epicurismo e a biblioteca
Calpúrnio Pisão montou uma biblioteca de caráter sobretudo filosófico. Se crê que a biblioteca foi reunida e selecionada pelo amigo da família e cliente de Pisão, o epicurista Filodemo de Gadara.  Os seguidores de Epicuro estudavam os ensinamentos deste filósofo natural e moral. Esta filosofia ensinava que o homem é mortal, que o cosmos é o resultado de um acidente, que não há nenhum deus providencial, e que o critério de uma boa vida é o prazer e a temperança. As conexões de Filodemo com Pisão lhe deram a oportunidade de influenciar os jovens estudantes de literatura grega e filosofia que se reuniam nos arredores de Herculano e Nápoles. Em torno de mil papiros de sua obra, a maior parte dela,  foi descoberta na biblioteca filosófica recuperada em  Herculano. Embora sua obra em prosa seja detalhada no típico estilo nervoso nervoso  da prosa grega helenística anterior ao ressurgimento do estilo ático depois de Cícero, Filodemo superou o padrão literário médio a que aspiravam a maior parte dos epicuristas. Também teve êxito em influenciar os romanos mais cultos e distintos da época. Nenhuma de suas obras em prosa era conhecida até que os rolos de papiro foram descobertos nesta vila. 
No tempo da erupção do Vesúvio no ano de 79, a valiosa biblioteca estava empacotada em caixas preparadas para o transporte a um lugar mais seguro quando foi surpreendida por um fluxo piroclástico; a erupção com o tempo depositou de 20 a 25 metros de cinza vulcânica sobre o lugar, chamuscando os rolos, porém conservando-os, de maneira que é a única biblioteca que sobreviveu da Antiguidade, por conta do endurecimento das cinzas que formaram rocha vulcânica. 

## Escavação
Ainda restam 2800 m2 por escavar nesta vila suburbana, a mais luxuosa do local de férias de Herculano. Abaixo da área escavada, novas escavações realizadas nos anos noventa revelaram duas plantas previamente desconhecidas da vila, que estava construída sobre uma série de terraços que davam caminho para o mar.
A razão do restante do lugar não ter sido escavado é que o governo italiano está praticando uma política de conservação e não de escavação, estando mais interessado em proteger o que já foi descoberto. David W. Packard, que doou fundos para a conservação de Herculano através de seu Packard Humanities Institute, manifestou disposição para financiar a escavação da Vila dos Papiros quando as autoridades o permitirem; mas nenhuma obra se permitirá ali até que seja feita uma análise de viabilidade, que tem sido preparada há muitos anos. A primeira parte do estudo apareceu em 2008 mas não inclui calendário ou custo, já que a decisão sobre o prosseguimento da escavação é de caráter político. 
Usando imagem multi-espectro, uma nova técnica que se desenvolveu em princípios de noventa, é possível ler os papiros queimados. Com estas imagens multi-espectro, muitas imagens de papiros ilegíveis são obtidas usando diferentes filtros no espectro do infravermelho ou ultravioleta, bem ajustada para a captura de certas longitudes de onda de luz. Assim, pode-se encontrar a porção espectral ótima para se distinguir entre a tinta de papel e a superfície escurecida do papiro. Mediante escaneamentos não destrutivos poderão, assim se espera, proporcionar descobertas importantes ao ler os frágeis rolos de pergaminho não abertos, sem destruí-los no processo.

## Museu J. Paul Getty

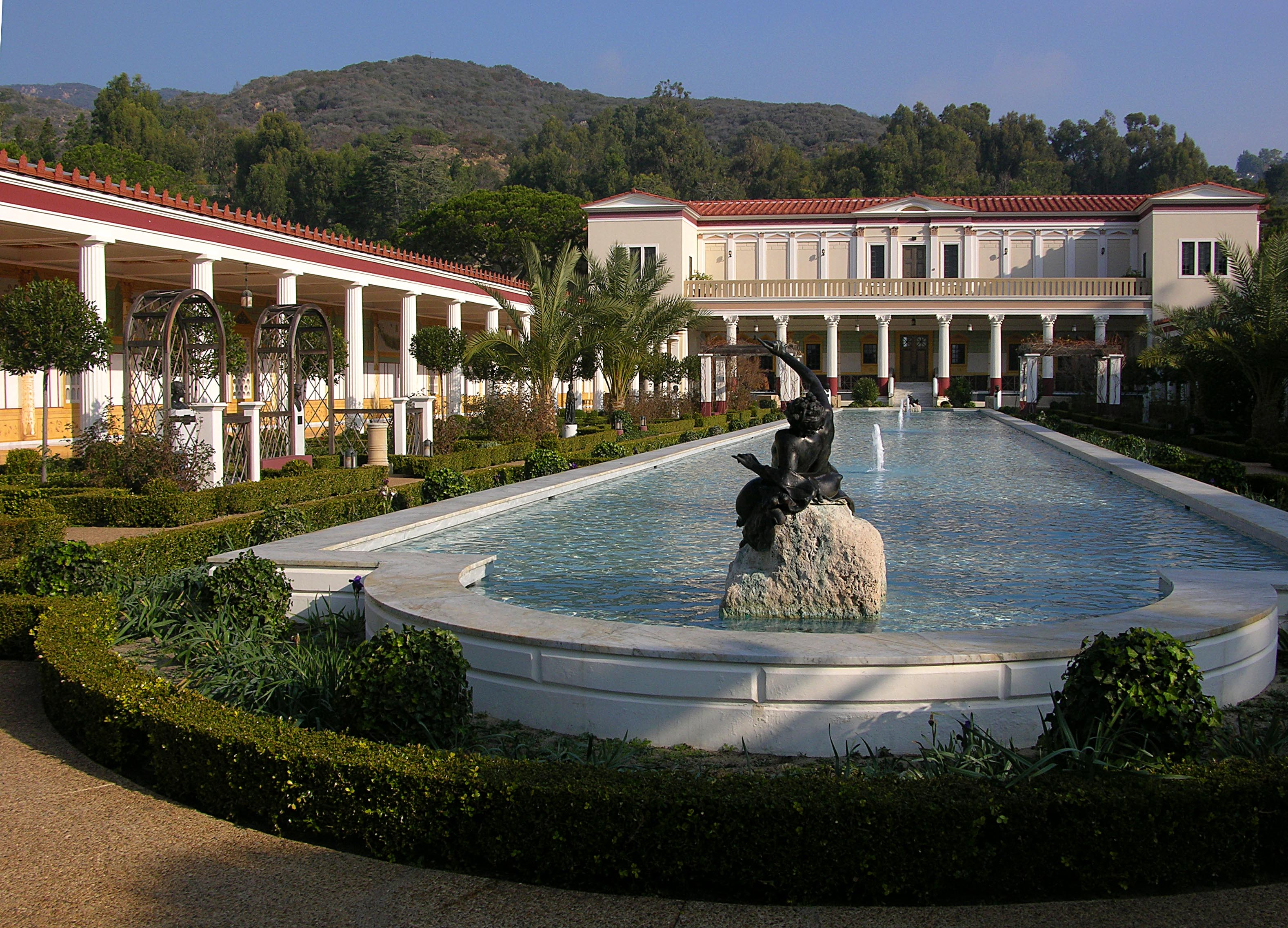
J. Paul Getty Museum ou Vila Getty, reconstituição da Vila do papiros. Pacific Palisades, Los Angeles.

O museu original J. Paul Getty em Pacific Palisades é uma cópia livre da Vila dos Papiros, tal como se publicou no Le Antichità di Ercolano. O edifício do museu foi construído em princípios dos anos setenta pela empresa de arquitetura de Langdon & Wilson. O assessor arquiteto Norman Neuerburg e curador do "Getty de Antigüidades Jiri Frel" trabalhou estreitamente com J. Paul Getty para desenvolver os detalhes interiores e exteriores. Dado que a Vila dos Papiros estava queimada pela erupção e grande parte dela permanece sem escavar, Neuerburg transferiu muitos detalhes arquitetônicos e paisagísticos do museu a outras casas romanas antigas nas cidades de Pompéia, Herculano e Estabia. 
Com a transferência do Museu ao Centro Getty, a Vila Getty, tal como se chama actualmente, foi renovada e reaberta ao público em 28 de Janeiro de 2006.

## Na literatura moderna
Várias cenas da novela best-seller de Robert Harris, "Pompeia", ocorrem na Vila dos Papiros, pouco antes de a erupção enterrá-la. Se menciona a vila como propriedade do aristocrata romano Pédio Casco e sua esposa Retina. (Plínio, o Jovem menciona Retina, a quem chama esposa de Táscio, na Carta 16 do Livro VI de suas Epístolas). No começo da erupção, Retina prepara a biblioteca para evacuá-la e envia uma mensagem urgente a seu velho amigo, Plínio, o Velho, que comanda a Armada Romana em Miseno do outro lado do Golfo de Nápoles. Plínio imediatamente envia um barco de guerra, e chega à vista da vila, mas a erupção o impede de descer em terra e levar Retina e sua biblioteca, ficando a mesma para que os modernos arqueólogos a encontrassem.